# NGC 3416
NGC 3416 este o galaxie spirală situată în constelația Ursa Mare. A fost descoperită în 30 martie 1854 de către William Parsons, 3rd Earl of Rosse⁠(d).